# Hrîhorivka, Hrebinka
Hrîhorivka (în ucraineană Григорівка) este localitatea de reședință a comunei Hrîhorivka din raionul Hrebinka, regiunea Poltava, Ucraina.

## Demografie
Componența lingvistică a localității Hrîhorivka
     Ucraineană (97,72%)
     Română (1,14%)
     Alte limbi (0,85%)
Conform recensământului din 2001, majoritatea populației localității Hrîhorivka era vorbitoare de ucraineană (97,72%), existând în minoritate și vorbitori de română (1,14%).